# Start the fire
Start the fire is een livealbum van de Duitse band RPWL. Het album is opgenomen tijdens hun Europese tournee volgend op de uitgave van het studioalbum World through my eyes. De muziekgroep kreeg altijd het verwijt, dat ze de muziek van Pink Floyd kopieerden. De band schaamde zich daar niet voor, maar vond het af en toe vervelend. Zo niet tijdens de tournee van 2005. Er werden minstens drie stukken gespeeld die naar Pink Floyd verwezen: Opel, Welcome to the machine en Cymbaline. Tussendoor waren ook I know what I like (in your wardrobe) en Not about us te horen, beide van Genesis. Chris Postl was weer terug.    

## Musici
- Yogi Lang – zang, toetsinstrumenten
- karlheinz Wallner – gitaar, zang
- Chris Postl – basgitaar, zang
- Markus Jehle – toetsinstrumenten
- Manni Müller – slagwerk

Met
- Ray Wilson – zang op Roses en Not about us

## Muziek
| Nr. | Titel                                                  | Duur  |
| --- | ------------------------------------------------------ | ----- |
| 1.  | Sleep                                                  | 10:05 |
| 2.  | Start the fire                                         | 4:48  |
| 3.  | Who do you think we are                                | 4:35  |
| 4.  | Day on my pillow                                       | 6:20  |
| 5.  | Roses                                                  | 6:45  |
| 6.  | Not about us (Tony Banks, Mike Rutherford, Ray Wilson) | 4:55  |
| 7.  | The gentle art of swimming                             | 8:45  |
| 8.  | Wasted land                                            | 5:40  |
| 9.  | Crazy lane                                             | 4:23  |
| 10. | Trying to kiss the sun                                 | 4:58  |

| Nr. | Titel                                                                                  | Duur  |
| --- | -------------------------------------------------------------------------------------- | ----- |
| 1.  | World through my eyes                                                                  | 11:40 |
| 2.  | Opel (Syd Barrett)                                                                     | 5:50  |
| 3.  | Cymbaline (Roger Waters, Richard Wright, David Gilmour, Nick Mason)                    | 15:12 |
| 4.  | Welcome to the machine (Roger Waters)                                                  | 7:20  |
| 5.  | I don’t know (Tony Banks, Phil Collins, Peter Gabriel, Steve Hackett, Mike Rutherford) | 4:22  |
| 6.  | Hole in the sky                                                                        | 10:45 |
| 7.  | New stars are born (nieuwe studiotrack)                                                | 12:39 |